# Liptovská Teplá
Liptovská Teplá é um município da Eslováquia, situado no distrito de Ružomberok, na região de Žilina. Tem 9,43 km² de área e sua população em 2018 foi estimada em 1.005 habitantes.

## Demografia
| Ano:        | 1994 | 2004   | 2014    | 2024   |
| ----------- | ---- | ------ | ------- | ------ |
| Broj ljudi: | 876  | 903    | 1007    | 1018   |
| Razlika:    |      | +3,08% | +11,51% | +1,09% |

| Ano:               | 2023 | 2024   |
| ------------------ | ---- | ------ |
| Número de pessoas: | 1025 | 1018   |
| Diferença:         |      | -0,68% |